# Francesco Blando
Francesco Blando (Moncalieri, Provincia de Turín, Italia, 18 de enero de 1901 - Casale Monferrato, Provincia de Alessandria, Italia, 29 de junio de 1946) fue un futbolista italiano. Se desempeñaba en la posición de centrocampista.

## Clubes
| Club           | País   | Año         |
| -------------- | ------ | ----------- |
| Juventus F. C. | Italia | 1921 - 1923 |
| F. C. Casale   | Italia | 1923 - 1926 |
| A. C. Saluzzo  | Italia | 1926 - 1931 |